# 下野伸一郎
下野 伸一郎（しもの しんいちろう、1990年10月10日 - ）は、鹿児島県日置市出身の陸上競技選手。専門は走幅跳で、自己ベストは日本歴代7位の8m11。2013年と2017年のアジア選手権日本代表。九電工所属。

## 経歴

### 高校生時代
鹿児島商業高校時代にはインターハイ、国民体育大会、日本ユース選手権に出場を果たし、2007年の日本ユース選手権では7m06（0.0）で5位に入っている（インターハイと国民体育大会での入賞経験はなし）。高校時代の自己ベストは3年時の2008年にマークした7m23。

### 大学生時代
福岡大学に進学すると、1年時の2009年に自己ベストを7m76まで更新し、日本選手権にも初出場を果たした。2年時の2010年には九州インカレ初優勝、3年時の2011年には九州インカレ2連覇と西日本インカレ初優勝を果たしたが、1年時の自己ベストを更新することはできなかった。
最終学年の2012年、5月の九州インカレは自己ベスト（7m76）を3年ぶりに更新する7m80で3連覇を飾ると、7月14日の福岡大競技会では日本歴代10位（当時）・九州学生新記録の8m08（+2.0）をマークし、8mジャンパーの仲間入りを果たした。9月の日本インカレは1位と4cm差の2位に終わり、大学4年間で学生日本一に輝くことはできなかったが、10月の国民体育大会で初の全国タイトルを獲得した。

### 社会人時代
2013年、九電工に入社。6月の日本選手権では1cm差で優勝を逃すも初の表彰台（2位）に上り、初めて日の丸を背負った7月のアジア選手権では5位に入った。
2015年、8月2日の福岡大競技会で日本歴代7位の8m11（+1.6）をマークし、自己ベスト（8m08）を3年ぶりに更新した。
2016年のシーズン終了後、師事する福岡大学の片峯隆監督の助言をきっかけに、10年以上続けていた反り跳びからダブルシザースにフォームを変更した。
2017年、4月の織田記念は追い風参考記録ながら8mを超える8m05（+2.3）で初優勝を飾ると、5月のゴールデングランプリ川崎では公認記録で自身3度目の8mジャンプとなる8m00（+1.7）をマークして3位に入った。6月の日本選手権は4年ぶりに表彰台（2位）に上り、2大会ぶり2度目の出場となった7月のアジア選手権は6位に入った。

## 自己ベスト
- 記録欄の（　）内の数字は風速（m/s）で、+は追い風を意味する。

| 種目   | 記録        | 年月日       | 場所   | 備考        |
| ------ | ----------- | ------------ | ------ | ----------- |
| 走幅跳 | 8m11 (+1.6) | 2015年8月2日 | 福岡市 | 日本歴代7位 |

## 主要大会成績
- 備考欄の記録は当時のもの

### 国際大会
| 年         | 大会            | 場所             | 種目   | 結果 | 記録        | 備考 |
| ---------- | --------------- | ---------------- | ------ | ---- | ----------- | ---- |
| 2013 (社1) | アジア選手権    | プネー           | 走幅跳 | 5位  | 7m71 (+0.5) |      |
| 2016 (社4) | 日中韓3カ国交流 | 金泉             | 走幅跳 | 4位  | 7m54 (+0.2) |      |
| 2017 (社5) | アジア選手権    | ブバネーシュワル | 走幅跳 | 6位  | 7m76 (+0.8) |      |

### 日本選手権
| 年         | 大会    | 場所     | 種目   | 結果     | 記録        | 備考                  |
| ---------- | ------- | -------- | ------ | -------- | ----------- | --------------------- |
| 2009 (大1) | 第93回  | 広島市   | 走幅跳 | 19位     | 7m20 (+0.3) |                       |
| 2010 (大2) | 第94回  | 丸亀市   | 走幅跳 | 16位     | 7m17 (+2.4) | 公認記録：7m16 (+0.3) |
| 2011 (大3) | 第95回  | 熊谷市   | 走幅跳 | 4位      | 7m53 (-0.3) |                       |
| 2012 (大4) | 第96回  | 大阪市   | 走幅跳 | 記録なし | NM          |                       |
| 2013 (社1) | 第97回  | 調布市   | 走幅跳 | 2位      | 7m75 (0.0)  |                       |
| 2014 (社2) | 第98回  | 福島市   | 走幅跳 | 14位     | 7m34 (+0.3) |                       |
| 2015 (社3) | 第99回  | 新潟市   | 走幅跳 | 6位      | 7m58 (-1.6) |                       |
| 2016 (社4) | 第100回 | 名古屋市 | 走幅跳 | 6位      | 7m62 (+0.3) |                       |
| 2017 (社5) | 第101回 | 大阪市   | 走幅跳 | 2位      | 7m86 (+0.2) |                       |

### 国内獲得タイトル
- 優勝した国内主要大会を記載

| 年         | 大会               | 場所   | 種目   | 優勝記録    | 備考       |
| ---------- | ------------------ | ------ | ------ | ----------- | ---------- |
| 2010 (大2) | 九州インカレ       | 福岡市 | 走幅跳 | 7m44 (-0.3) |            |
| 2011 (大3) | 九州インカレ       | 熊本市 | 走幅跳 | 7m82 (+2.9) |            |
| 2011 (大3) | 西日本インカレ     | 岐阜市 | 走幅跳 | 7m67 (+1.7) |            |
| 2012 (大4) | 九州インカレ       | 福岡市 | 走幅跳 | 7m80 (+0.7) | 自己ベスト |
| 2012 (大4) | 西日本インカレ     | 京都市 | 走幅跳 | 7m56 (+2.5) |            |
| 2012 (大4) | 国民体育大会       | 岐阜市 | 走幅跳 | 7m86 (+0.8) |            |
| 2017 (社5) | 織田記念国際       | 広島市 | 走幅跳 | 8m05 (+2.3) |            |
| 2017 (社5) | 田島直人記念       | 山口市 | 走幅跳 | 7m95 (+1.5) | 大会記録   |
| 2017 (社5) | 全日本実業団選手権 | 大阪市 | 走幅跳 | 7m73 (+0.1) |            |

## テレビ出演
- スパニチ!! 珍種目No.1は誰だ!? ピラミッド・ダービー（2015年12月26日、TBS）

誰が一番遠くに跳べるかを競う「ロングジャンプダービー」に出場。カラテカの矢部や各分野のスペシャリストと対決し、7m50を跳んで優勝した。